# Wenzhou Trade Center
Das Wenzhou Trade Center ist ein 68-stöckiger Wolkenkratzer in Wenzhou, China. Das mit einem spitzen Dach abschließende Bauwerk ist 322 Meter hoch und damit das höchste der Stadt. Des Weiteren gehörte es einst zu den Top-50 der höchsten Gebäude der Welt. Die Arbeiten am Turm begannen bereits im Jahr 2003, wurden zeitweise jedoch unterbrochen. Anfangs sollte das Wenzhou Trade Center nur 260 Meter hoch werden. Nach einer Überarbeitung des Konzeptes, entworfen von dem Büro RTKL Asocciates, wurde die Höhe auf 322 Meter festgesetzt. Im Frühjahr 2010 konnten die Bauarbeiten vollständig beendet werden. Die 68 Geschosse des Wolkenkratzers sind gemischt genutzt, unten finden sich Büroräumlichkeiten, während weiter oben ein Hotel untergebracht ist. Die nutzbare Fläche beträgt rund 174.000 Quadratmeter.